# Marokkaans Open
Het Marokkaans Open was een golftoernooi van de Europese PGA Tour in 1987 en in 1992 t/m 2001.
In de 80'er jaren ontstond de behoefte om meer toernooien te spelen, en hiervoor het seizoen te verlengen. De Europese Tour zocht naar landen waar voor en na het bestaande agenda zou kunnen worden gespeeld. Zo werd het Marokkaans Open het eerste toernooi van de Europese Tour dat buiten de grenzen van Europa werd gespeeld.
In maart 1987 vond de eerste editie plaats op de Royal Golf Dar Es Salam. Winnaar was Howard Clark, die eind 1986 op de 3de plaats van de Order of Merit was geëindigd. Van 2002-2010 werd de Morrocan Golf Classic gespeeld. Sinds 2010 maakt ook de Hassan II Trofee deel uit van de Europese Tour. 

## Winnaars vanaf 1987
ET = Europese Tour, CT = Challenge Tour
| Jaar                     | Baan                           | Winnaar                | Score | Score | Prijzengeld | Info                                                    |
| ------------------------ | ------------------------------ | ---------------------- | ----- | ----- | ----------- | ------------------------------------------------------- |
| 1987                     | Royal Golf Dar Es Salam, Rabat | Howard Clark           | 294   | -6    | £ 165,398   |                                                         |
| 1988-1991: niet gespeeld |                                |                        |       |       |             |                                                         |
| 1992                     | Royal Golf Dar Es Salam, Rabat | David Gilford po       | 287   | -1    | £ 252,370   | play-off gewonnen van Robert Karlsson en Ricky Willison |
| 1993                     | Royal Golf Links, Agadir       | David Gilford          | 279   | -9    | £ 377,790   |                                                         |
| 1994                     | Royal Golf Links, Agadir       | Anders Forsbrand       | 276   | -12   | £ 351,048   |                                                         |
| 1995                     | Royal Golf Links, Agadir       | Mark James             | 275   | -13   | £ 351,048   |                                                         |
| 1996                     | Royal Golf Dar es Salam, Rabat | Peter Hedblom          | 281   | -7    | £ 353,633   |                                                         |
| 1997                     | Golf Royal d'Agadir            | Clinton Whitelaw       | 277   | -11   | £ 351,048   |                                                         |
| 1998                     | Golf Royal d'Agadir            | Stephen Leaney         | 271   | -17   | £ 351,569   |                                                         |
| 1999                     | Golf Royal d'Agadir            | Miguel Angel Martin po | 276   | -12   | € 490,735   | Martin won de play-off op de 6de hole                   |
| 2000                     | Golf Club Amelkis              | Jamie Spence           | 266   | -22   | € 670,322   | baan open sinds 1995                                    |
| 2001                     | Royal Golf Dar Es Salam, Rabat | Ian Poulter            | 277   | -15   | € 651,337   |                                                         |

## Winnaars voor 1987
Voor 1987   was het toernooi open voor internationale spelers maar het prijzengeld telde niet mee voor de Tour.
- 1955:  Ángel Miguel

Abama Open de Canarias ·
AGF Open ·
Allianz Open de Lyon ·
Andalucia Masters ·
ANZ Kampioenschap ·
Argentijns Open ·
Atlantic Open ·
Australian Masters ·
Ballantine's Kampioenschap ·
Barcelona Open ·
Belgisch Open ·
Benson & Hedges International Open ·
BMW Asian Open ·
Brazil Rio de Janeiro 500 Years Open ·
Brazil São Paulo 500 Years Open ·
British Masters ·
Callers of Newcastle ·
Cannes Open ·
Car Care Plan International ·
Castelló Masters ·
Celtic International ·
Dimension Data Pro-Am ·
Double Diamond International ·
Duits Open ·
El Bosque Open ·
El Paraiso Open ·
Engels Open ·
Epson Grand Prix of Europe ·
Estoril Open ·
Extremadura Open ·
German Masters ·
Girona Open ·
Glasgow Open ·
Great North Open ·
Greater Manchester Open ·
Greg Norman Holden International ·
GSI L'Equipe Open ·
Heineken Classic ·
Honda Open ·
Indian Masters ·
Indonesian Open ·
Iskandar Johor Open ·
Jersey Open ·
John Player Classic ·
John Player Trophy ·
Johnnie Walker Classic ·
Kerrygold International Classic ·
Kronenbourg Open ·
Lawrence Batley International ·
Madrid Masters ·
Madrid Open ·
Mallorca Open ·
Marokkaans Open ·
Martini International ·
Match Play Championship ·
Merseyside International Open ·
Monte Carlo Open ·
Murphy's Cup ·
Nelson Mandela Championship ·
New Zealand Open ·
Newcastle Brown "900" Open ·
NH Collection Open ·
Nordic Open ·
North West of Ireland Open ·
Oki Pro-Am ·
Open Catalonia ·
Open de Andalucía ·
Open de Baleares ·
Open de Sevilla ·
Open Mediterrania ·
Open Novotel Perrier ·
Penfold Tournament ·
Perth International Golf Championship ·
Piccadilly Medal ·
PLM Open ·
Portugees Open ·
Roma Masters ·
Saint-Omer Open ·
Sanyo Open ·
Sarazen World Open ·
Scandinavian Enterprise Open ·
Schots PGA Kampioenschap ·
Siciliaans Open ·
Singapore Masters ·
Skol Lager Individual ·
TCL Classic ·
Tenerife Open ·
The Championship at Laguna National ·
The Heritage ·
Timex Open ·
TPC of Europe ·
Trophée Lancôme ·
Tunesisch Open ·
Turespaña Masters ·
Uniroyal International Championship ·
Vodacom Players Championship ·
Volvo Golf Champions ·
Volvo Open ·
W.D. & H.O. Wills Tournament ·
Wang Four Stars ·
Welsh Golf Classic